# Eilema squalida
Eilema squalida är en fjärilsart som beskrevs av Achille Guenée 1864. Eilema squalida ingår i släktet Eilema och familjen björnspinnare. Inga underarter finns listade i Catalogue of Life.